# Наследники 2
«Наследники 2» (англ. Descendants 2) — американский мюзикл, фантастический телевизионный фильм. 21 июля 2017 года он был показан на телеканале Disney Channel, и был симулятором в The Walt Disney Company — принадлежащих сетям ABC, Disney XD, Freeform, Lifetime и Lifetime Movies. Второй фильм из франшизы «Наследники» и продолжение фильма 2015 года. Все актёры оригинального фильма вновь повторили свои роли в сиквеле.

## Сюжет
Мэл пытается свыкнуться со своей новой жизнью, в качестве любимой девушки короля Бена. Чтобы больше соответствовать образу принцессы, она постоянно накладывает заклятье на свои волосы, дабы становиться блондинкой и поддерживать имидж новоиспечённой знаменитости, к которому она всё ещё не привыкла. Она рассказывает о своих проблемах близким друзьям: Иви, Карлосу и Джею; однако они полностью довольны своей новой жизнью в Аурадоне и не хотят возвращаться на Остров Потерянных. Иви ругает Мэл за то, что та, решая проблемы, излишне полагается на книгу заклинаний своей матери, Малефисенты. Карлос, раздумывая о том, как пригласить Джейн на танец, обращается к Мэл за помощью. Мэл дарит ему красную конфету, которая заставляет того, кто её съел, говорить только правду. Но всё пошло не по плану, и конфету случайно съедает собака, Чуви, начав волшебным образом говорить по-человечески исключительную правду.
В конце концов, Бен обнаруживает, что Мэл полагается на магию, что и становится причиной их ссоры. Мэл возвращается на остров, которым теперь управляет её бывшая подруга, Ума, дочь Урсулы, а также Гарри Крюк и Гил ЛеГюм, сыновья Капитана Крюка и Гастона Ле Гюма. Мэл посещает парикмахера Диззи Тремейн, дочь Дризеллы Тремейн, которая возвращает ей её фирменные фиолетовые волосы с маленькими изменениями (с чёлкой и розовым оттенком) без лишних сожалений, ведь по её мнению, светлые волосы Мэл не выглядели естественно. Гарри быстро обнаруживает, что Мэл вернулась и сообщает об этом Уме.
Бен, Иви, Карлос и Джей узнают об уходе Мэл и пробираются на остров, чтобы найти её, но Гил узнаёт их. Бен и Мэл снова ссорятся и первый уходит удручённым. Внезапно Ума, угрожая смертью Бена, хватает его и приказывает Мэл и её друзьям забрать палочку Феи-Крёстной. Карлос и Джей возвращаются в Аурадон, где создают копию палочки, используя 3D-принтер. Но появляется Лонни, дочь Фа Мулан, которая для того, чтобы отправиться вместе с ними, решает использовать в качестве шантажа тот факт, что ранее она была исключена из спортивной команды Джея по признаку того, что она девушка.
В это время Ума укоряет Бена в том, что она и другие островитяне не получили шанса попасть в школу Аурадона. Бен принимает свою неправоту и приглашает девушку в Аурадон, однако, Ума слишком горда и обижена, и уже подготовила свой собственный план. Команда Мэл передаёт поддельную палочку в обмен на Бена, но Ума быстро понимает, что это подделка. Команда сбегает обратно в Аурадон, но отношения Мэл и Бена всё ещё находятся на грани. Дети злодеев осознав, что от прошлого им так легко не убежать, приходят к соглашению, быть честными с собой и друг с другом. Карлос, немного поговорив с Джейн, приглашает её на свидание, а Джей уговаривает своих товарищей из игровой команды, избрать Лонни капитаном.
На борту корабля, во время Котильона, Бен удивляет всех своим появлением и танцем вместе с Умой. В это же время он просит Фею-Крёстную снять барьер с острова. Мэл понимает, что Ума наложила на Бена любовное заклинание из её книги, которую она уронила при побеге, дабы снять заклинание, девушка признаётся ему в своей любви и целует. Закипая от ярости, Ума прыгает в воду и использует волшебную раковину своей матери, Урсулы, чтобы превратиться в огромного полу-осьминога, а Мэл превращается в гигантского огнедышащего дракона и вступает в бой с Умой. Бен вмешивается и подавляет битву, Ума возвращает кольцо, подаренное Беном, как знак своей истинной любви (под влиянием заклинания). Девушка уплывает в сторону острова, несмотря на то, что его предложение (о поездке в Аурадон) всё ещё в силе.
Мэл и Бен воссоединяются, девушка отдаёт книгу заклинаний Фее-Крёстной, чтобы та хранилась в музее. Иви просит Бена разрешить Диззи посетить Аурадон. Едва ли получив предложение, Диззи без лишних слов принимает его.
В сцене после титров Ума обращается к зрителям, заявляя, что история на этом ещё не закончена.

## В ролях
| Актёр               | Роль                                 |
| ------------------- | ------------------------------------ |
| Дав Камерон         | Мэл, дочь Малефисенты                |
| София Карсон        | Эви, дочь Злой королевы              |
| Камерон Бойс        | Карлос Де Виль, сын Круэллы Де Виль  |
| Бу Бу Стюарт        | Джей, сын Джафара                    |
| Митчелл Хоуп        | Бен, сын Белль и Чудовища            |
| Бренна ДʼАмико      | Джейн, дочь Феи-Крёстной             |
| Мелани Пакссон      | Фея-Крёстная                         |
| Бобби Мойнихан      | Чуви                                 |
| Томас Доэрти        | Гарри Крюк, сын Капитана Крюка       |
| Дилан Плэйфэйр      | Гил Ле Гюм, сын Гастона Ле Гюма      |
| Дайян Доан          | Ли Лонни, дочь Ли Шанга и Фа Мулан   |
| Джедидиа Гудакр     | Чэд Прекрасный, сын Золушки и принца |
| Захари Гибсон       | Даг, сын Просточка                   |
| Анна Кэткарт        | Диззи Тремейн, дочь Дризеллы Тремейн |
| Дэн Пэйн            | Чудовище                             |
| Киган Коннор Трейси | Белль                                |
| Чайна Энн Макклейн  | Ума, дочь Урсулы                     |

## Производство

### Развитие
В 2015 году D23 Expo объявила о том, что был анонсирован сиквел к «Наследникам». Официальное объявление было сделано на странице канала Disney Channel в Facebook 15 октября 2015 года. Deadline Hollywood сообщил, что Парриотт и Макгиббон вернутся в качестве сценаристов и исполнительных продюсеров для продолжения и стоит ожидать возвращения актёров из первого фильма.
Согласно фразе Чайны Энн Макклейн в сцене после титров прошлой части «Вы не думали, что это конец истории?» не был включён в оригинальный сценарий, который она читала. Тем не менее, в конечном итоге было принято решение включить его, чтобы предвидеть возможное дальнейшее продолжение.

### Актёрский состав
10 июня 2016 года Чайна Энн Макклейн, которая уже озвучивала Фредди в серии «Наследники» мультсериала "Наследники: Недобрый мир, было объявлено, что она сыграет дочь Урсулы Уму в «Наследниках 2». В июле 2016 года выяснилось, что Томас Доэрти сыграет роль Гарри, сына капитана Крюка. В августе 2016 года Сара Джеффри, которая изображает Одри, показала, что она не вернётся, а Бренна Д’Амико сообщила, что она вернётся в «Наследниках 2», как и Дайан Доан, Джедидия Гудакр и Захари Гибсон. 19 июля 2017 года было объявлено, что Вупи Голдберг будет переозвучивать Урсулу своим голосом.

## Релиз
«Наследники 2» дебютировали на Disney Channel в Канаде 21 июля 2017 года одновременно с Соединёнными Штатами. В Соединённых Штатах премьера проходила одновременно в шести сетях, принадлежащих Disney: Disney Channel, Disney XD, Freeform, ABC, Lifetime и Lifetime Movies. На канале Disney премьера фильма состоялась вместе с мировой премьерой «Дом Рэйвен». В Великобритании премьера фильма состоялась на Disney Channel и Disney XD 20 октября 2017 года. В Южной Америке премьера состоялась 6 октября 2017 года. В России премьера состоялась 9 сентября 2017 года.

## DVD
«Наследники 2» был выпущен на DVD 15 августа 2017 года, а в Великобритании он был выпущен на DVD 23 октября 2017 года.

## Рейтинги
В общей сложности фильм просмотрело 8,92 миллион зрителей в шести сетях в ночь его премьеры, по сравнению с его предшественником в 2015 году; по крайней мере, 13 миллионов человек посмотрели минуту фильма. На телеканале Disney Channel фильм просмотрело 5,33 миллиона зрителей, а вечером перешёл на кабельное телевидение, получив рейтинг 1,20. Несмотря на то, что с первого фильма это была самая популярная телепередача в сети со времени первого фильма. Трансляция фильма на ABC набрала 2,41 млн зрителей; 0,47 миллиона зрителей смотрели фильм на Disney XD с рейтингом 0,12, 0,30 миллиона зрителей смотрели фильм на Lifetime с рейтингом 0.09, 0,26 миллиона зрителей смотрели фильм на Freeform с рейтингом 0.08, и 0,15 миллиона зрителей смотрели фильм на Lifetime Movies с рейтингом 0,05. В отложенном просмотре рейтинг фильма вырос до 21 миллиона зрителя.
На канале Disney фильм занял второе место на неделе рейтинга DVR, перепрыгивая на 92 % до 2,3 рейтинга, и превысил неделю в приросте зрителей, перепрыгнув на 104 % с дополнительными 5,54 миллионами зрителей, самый большой прирост зрителя на кабельном телевидении в два года, на общую сумму 10,90 млн зрителей на канале Disney. В Freeform фильм подскочил на 207 % с дополнительными 0,54 миллионами зрителей, в общей сложности до 0,80 миллиона зрителей в сети; на Lifetime Movie Network, фильм набрал 96 % с дополнительными 0,14 млн зрителей и составил 0,29 млн зрителей в сети.

## Награды и номинации
| Год  | Награда | Категория             | Номинант     | Результат | Ссылки |
| ---- | ------- | --------------------- | ------------ | --------- | ------ |
| 2018 | Сатурн  | Лучшая телепостановка | Наследники 2 | Номинация | [ 22 ] |

## Продолжение
16 февраля 2018 года Disney Channel объявил, что премьера третьего фильма «Наследники 3» запланирована на 2019 год.